# (21929) Nileshraval
(21929) Nileshraval (1999 VP56) – planetoida z pasa głównego asteroid okrążająca Słońce w ciągu 4,26 lat w średniej odległości 2,63 j.a. Odkryta 4 listopada 1999 roku.